# ФК «Спарта» (Прага) в сезоні 1922
Сезон ФК «Спарта» (Прага) 1922 — сезон чехословацького футбольного клубу «Спарта». У чемпіонаті Чехословаччини команда посіла перше місце. У Середньочеському кубку дійшла до стадії півфіналу. У 1922 році вдруге проводився національний фінальний турнір для переможців регіональних ліг. Раніше таке змагання проводилось у 1919 році. «Спарта», як переможець Середньочеської ліги, одразу була введена до фіналу, де перемогла «Градець Кралове» з рахунком 7:0.

## Склад команди
| № | Поз. | Нац.           | Гравець             |
| - | ---- | -------------- | ------------------- |
|   | ВР   | Чехословаччина | Франтішек Пейр      |
|   | ЗХ   | Чехословаччина | Антонін Гоєр        |
|   | ЗХ   | Чехословаччина | Мирослав Поспішил   |
|   | ПЗ   | Чехословаччина | Франтішек Коленатий |
|   | ПЗ   | Чехословаччина | Карел Пешек-Кадя    |
|   | ПЗ   | Чехословаччина | Антонін Пернер      |

| № | Поз. | Нац.           | Гравець           |
| - | ---- | -------------- | ----------------- |
|   | НП   | Чехословаччина | Антонін Янда-Очко |
|   | НП   | Чехословаччина | Вацлав Пілат      |
|   | НП   | Чехословаччина | Йозеф Седлачек    |
|   | НП   | Чехословаччина | Карел Кожелуг     |
|   | НП   | Чехословаччина | Йозеф Шроубек     |
|   | НП   | Чехословаччина | Ярослав Червений  |
|   | НП   | Чехословаччина | Ян Дворжачек      |
|   | НП   | Чехословаччина | Фердинанд Гайний  |

## Історія
Наприкінці грудня 1921 року і на початку січня 1922 року «Спарта» зіграла ряд матчів у Іспанії. Результати команда продемонструвала успішні, але поїздка завершилась скандалом. Ряд футболістів зливали інформацію про матчі чеським журналістам, проти чого виступав клуб, яких хотів зберегти всі подробиці для свого альманаха. У підсумку на засіданні клубних представників з команди були виключені футболісти Отакар Шквайн-Мазал і Франтішек Гоєр, а Вацлав Пілат, Мирослав Поспішил, Антонін Гоєр і Йозеф Седлачек отримали дискваліфікації до березня.

## Чемпіонат Чехословаччини
| 19.03.1922 | Спарта (Прага) | 2:1         | Спарта (Кладно) |  |  |
| | 7' 30' Пілат   | звіт1 звіт2 |                 |  |  |
| Прага: Пейр, А.Гоєр, Поспішил, Коленатий, Пешек, Пернер, Седлачек, Янда, Пілат, Шроубек, Тошнер Кладно: Бартош, Грабе, Павел, Їха, Бургер, Брож, Павлічек, Брож ІІ, Кратохвіл, Лаштовічка, Павлічек ІІ |                |             |                 |  |  |

| 9.04.1922                                        | Спарта (Прага)              | 3:1  | Метеор Виногради |  |  |
|                                                  | Червений Седлачек Беднаржик | звіт | Бошек            |  |  |
| ... Червений, Седлачек, Гайний, Кокоурек, Тошнер |                             |      |                  |  |  |

| 23.04.1922                                                                                  | Спарта (Прага)           | 5:2  | Кладно |  |  |
|                                                                                             | Седлачек Янда Гоєр пен.' | звіт |        |  |  |
| Буріан, Гоєр, Поспішил, Гдрлічка, Пешек, Коленатий, Седлачек, Янда, Пілат, Гайний, Червений |                          |      |        |  |  |

| 29.04.1922                                                                                    | Славія (Прага) | 0:3 | Спарта (Прага)       | Прага                        |  |
|                                                                                               |                |     | Червений Янда Гайний | Глядачі: 24 000 Суддя: Фанта |  |
| Ханя — Раценбергер, Нутль — Лоос, Бургер, Плодр — Заїчек, Слоуп-Штапл, Ванік, Чапек, Ректорис |                |     |                      |                              |  |

### Середньочеська ліга. Турнірна таблиця
|    | турнірна таблиця     | І  | В  | Н | П | МЗ | МП | DR  | О  |
| -- | -------------------- | -- | -- | - | - | -- | -- | --- | -- |
| 1  | Спарта (Прага)       | 13 | 13 | 0 | 0 | 51 | 12 | +39 | 26 |
| 2  | Славія (Прага)       | 13 | 12 | 0 | 1 | 43 | 13 | +30 | 24 |
| 3  | Чехія Карлін (Прага) | 13 | 7  | 2 | 4 | 25 | 26 | -1  | 16 |
| 4  | Уніон (Жижков)       | 13 | 7  | 1 | 5 | 22 | 10 | +12 | 15 |
| 5  | Краловські Виногради | 13 | 5  | 3 | 5 | 20 | 29 | -9  | 13 |
| 6  | Вршовіце (Прага)     | 13 | 6  | 0 | 7 | 23 | 27 | -4  | 12 |
| 7  | Вікторія (Жижков)    | 13 | 5  | 1 | 7 | 23 | 15 | +8  | 11 |
| 8  | Кладно               | 13 | 3  | 5 | 5 | 21 | 22 | -1  | 11 |
| 9  | Нусельский (Прага)   | 13 | 4  | 3 | 6 | 21 | 26 | -5  | 11 |
| 10 | Спарта (Кладно)      | 13 | 3  | 4 | 6 | 15 | 18 | -3  | 10 |
| 11 | Спарта (Коширже)     | 13 | 3  | 4 | 6 | 22 | 41 | -17 | 10 |
| 12 | Крочехлави           | 13 | 3  | 4 | 6 | 16 | 33 | -17 | 10 |
| 13 | Метеор Виногради     | 13 | 4  | 0 | 9 | 19 | 30 | -11 | 8  |
| 14 | Метеор-VIII (Прага)  | 13 | 1  | 3 | 9 | 20 | 36 | -16 | 5  |

### Національний плей-офф
| фінал 17.12.1922 | «Спарта» (Прага) | 7:0 | «Градець Кралове» |  |  |
|                  |                  |     |                   |  |  |

## Середньочеський кубок
| 1/2 5.11.1922 | Спарта (Прага)         | 2:2 (д.ч.) | Славія (Прага)          | Прага                         |  |
| | Дворжачек А.Гоєр пен.' | звіт       | Слоуп-Штапл пен.' Ванік | Глядачі: 20 000 Суддя: Коштял |  |
| Славія: Ханя — Раценбергер, Сейферт — Лоос, Бургер, Плодр — Кужель, Слоуп-Штапл, Ванік, Шолтис, Мазал Спарта: Пейр — Гоєр, Поспішил, Гайний, Пешек, Червений, Седлачек, Тожичка, Шаффер, Дворжачек, Медуна |                        |            |                         |                               |  |

| 1/2 перегравання 26.11.1922 | Спарта (Прага) | 0:0  | Славія (Прага) | Прага                          |  |
| |                | звіт |                | Глядачі: 10 000 Суддя: Герітес |  |
| Славія: Ханя – Раценбергер, Сейферт – Лоос, Бургер, Плодр – Кужель, Слоуп-Штапл, Ванік, Чапек, Мазал Спарта: Пейр, Гоєр, Янда, Гайний, Пешек, Червений, Седлячек, Шроубек, Пілат, Дворжачек, Медуна |                |      |                |                                |  |

| 1/2 догравання 2.12.1922 | Спарта (Прага) | 0:1  | Славія (Прага) | Прага                       |  |
| |                | звіт | Слоуп-Штапл    | Глядачі: 10 000 Суддя: Клер |  |
| Славія: Ханя – Раценбергер, Сейферт – Лоос, Бургер, Плодр – Кужель, Слоуп-Штапл, Ванік, Чапек, Мазал Спарта: Пейр, Гоєр, Янда, Гайний, Пешек, Червений, Седлячек, Медуна, Пілат, Дворжачек, Шроубек |                |      |                |                             |  |

## Товариські матчі
| ТМ 01.01.1922 | Атлетік (Більбао)                          | 3:5  | Спарта (Прага)                                   | Більбао                                      |  |
| | Аседо 8' (пен.) Елекспуру 9' Г.Кармело 30' | звіт | ?' 85' Шквайн-Мазал 41' 75' (пен.) 88' Янда-Очко | Стадіон: Сан-Мамес Суддя: Серрано де ла Мата |  |
| Атлетік: Аманн, Роуссе, Бегирістайн, Сабіно, Х.М. Белаусте, Начо, Жерман, Елекспуру, Г.Кармело, Агірре, Аседо Спарта: Пейр, Ф.Гоєр, Поспішил, Коленатий, Пешек, Пернер, Седлачек, Янда, Пілат, Кокоурек, Шквайн |                                            |      |                                                  |                                              |  |

| ТМ 06.01.1922 | Атлетік (Більбао) | 0:4  | Спарта (Прага)              | Більбао                                             |  |
| |                   | звіт | Кржиж Червений Шквайн-Мазал | Стадіон: Сан-Мамес Суддя: Рафаель Морено Азанбальді |  |
| Атлетік: Аманн, Уртадо, Горостіза, Сабіно, Х.М. Белаусте, Сауса, Н.Алленде, Елекспуру, Г.Кармело, Агірре, Аседо Спарта: Пейр, Ф.Гоєр, Поспішил, Коленатий, Пешек, Пернер, Червений, Седлачек, Медуна, Кржиж, Шквайн |                   |      |                             |                                                     |  |

| ТМ 08.01.1922 | Атлетік (Більбао)        | 3:2  | Спарта (Прага)       | Більбао                                      |  |
| | Г.Кармело пен.' Травієсо | звіт | Червений ? 30, Пешек | Стадіон: Сан-Мамес Суддя: Серрано де ла Мата |  |
| Атлетік: Аманн, Роуссе, Бегирістайн, Сабіно, Х.М. Белаусте, Ларраса, Жерман, Елекспуру, Г.Кармело, Травієсо, Аседо Спарта: Пейр, Ф.Гоєр, Поспішил, Коленатий, Пешек, Пернер, Кокоурек, Червений, Седлачек, Медуна, Кржиж |                          |      |                      |                                              |  |

| ТМ 12.02.1922 | Спарта (Прага) | 3:2  | Олімпія (Пльзень) |  |  |
|               |                | звіт |                   |  |  |
|               |                |      |                   |  |  |

| ТМ 26.02.1922 | Спарта (Прага) | 4:3  | ЧАФК (Прага) |  |  |
|               |                | звіт |              |  |  |
|               |                |      |              |  |  |

| ТМ 5.03.1922 | Спарта (Прага)                             | 4:1  | Вікторія (Жижков) |               |  |
| | Янда 44' А.Гоєр 68' (пен.) Шроубек 70' 81' | звіт | 18' Новак         | Глядачі: 6000 |  |
| Спарта: Котера, А.Гоєр, Пернер, Коленатий, Пешек, Беднарек, Червений, Янда, Кокоурек, Шроубек, Тошнер Вікторія: Клапка, Коубек, Ф.Гоєр, Штепан, Гайний, Мисік ІІ, Мареш, Прокоп, Регак, Новак, Єлінек |                                            |      |                   |               |  |

| ТМ березень 1922                                                    | Спарта (Прага)        | 4:1  | Кіккерс (Вюрцбург) |               |  |
|                                                                     | Янда Шроубек Седлачек | звіт |                    | Глядачі: 8000 |  |
| Спарта: атака: Чермак, Кокоурек (Шроубек), Янда, Седлачек, Червений |                       |      |                    |               |  |

| ТМ 2.04.1922 | Спарта (Прага)   | 2:1  | Слован (Відень) | Прага                                     |  |
|              | Седлачек 71' 75' | звіт | 89' Птачек      | Стадіон: Летна Глядачі: 4 000 Суддя: Клер |  |
|              |                  |      |                 |                                           |  |

| ТМ 16.04.1922                                                                           | Спарта (Прага)                                      | 4:2  | Збірна Парижу | Прага |  |
|                                                                                         | Седлачек 49' Червений 54' Гоєр 61' Пешек і Янда 67' | звіт |               |       |  |
| Пейр, Гоєр, Поспішил, Коленатий, Гайний, Пернер, Седлачек, Янда, Пешек, Шроубек, Тошнер |                                                     |      |               |       |  |

| ТМ 16.05.1922 | Спарта (Прага)                                           | 5:0  | Хакоах (Відень) | Прага                                      |  |
|               | Новак 15' 27' Червений 33' А.Гоєр ?' (пен.) Седлачек 76' | звіт |                 | Стадіон: Летна Глядачі: 20 000 Суддя: Клер |  |
|               |                                                          |      |                 |                                            |  |

| ТМ 21.05.1922 | Спарта (Прага) | 2:1  | Селтік | Прага                          |  |
| | Пілат Янда     | звіт | ?      | Стадіон: Летна Глядачі: 26 000 |  |
| Спарта: Пейр, А.Гоєр, Поспішил, Коленатий, Кадя, Гдрлічка, Седлачек, Янда, Пілат, Шроуюек, Червений Селтік: Шоу, Нейр, Стей, Гілкріст, Крінгарі, Мастер, Атсе, Галлахер, Кессіді, Фарлейн, Лін |                |      |        |                                |  |

| ТМ 28.05.1922 | Спарта (Прага) | 2:0  | Селтік | Прага |  |
|               | ?              | звіт |        |       |  |

| ТМ червень 1922 | Спарта (Прага) | 6:2 | Абердин | Прага |  |
|                 | Янда ?         |     | ?       |       |  |

| ТМ 29.06.1922 | Рапід (Відень)            | 2:2  | Спарта (Прага)      | Відень                                                    |  |
| | Штейскаль 17' Вондрак 21' | звіт | 68' Пешек 71' Пілат | Стадіон: Гоге Варте Глядачі: 45 000 Суддя: Гайнріх Речурі |  |
| Рапід: Паулер, Штейскаль, Шлоссер, Клар, Брандштеттер, Ніч, Вондрак, Вітка, Кутан, Бауер, Весели Спарта: Пейр, А.Гоєр, Поспішил, Коленатий, Пешек-Кадя, Пернер, Седлачек, Янда, Пілат, Шроубек, Червений |                           |      |                     |                                                           |  |

| ТМ 10.09.1922 | Спарта (Прага)       | 2:1  | Рапід (Відень) | Прага                                                                   |  |
| | Янда 40' Шроубек 89' | звіт | Бауер 53'      | Стадіон: «Летна Спарта» Глядачі: 16 000 Суддя: Женішек (Чехословаччина) |  |
| Спарта: ?, А.Гоєр, Поспішил, Пешек-Кадя, Седлачек, Янда, Шроубек... Рапід: Паулер, Шлоссер, Штейскаль, Клар, Брандштеттер, Ніч, Вондрак, Вітка, Кутан, Бауер, Весели |                      |      |                |                                                                         |  |

| ТМ 2.12.1922 | Спарта (Прага)   | 3:1 | Славія (Прага) | Прага                       |  |
|              | Пілат Гоєр пен.' |     | Слоуп-Штапл    | Глядачі: 10 000 Суддя: Клер |  |

## Матчі збірних
Збірна провела чотири офіційних товариських матчі в 1922 році. Гравці «Спарти» грали в трьох з них.
- 22.02.1922. Італія — Чехословаччина — 1:1 (грали Франтішек Коленатий, Антонін Пернер і Антонін Янда, який забив гол)[9]
- 11.06.1922. Данія — Чехословаччина — 0:3 (грали Антонін Гоєр, Мирослав Поспішил, Франтішек Коленатий, Карел Пешек, Антонін Пернер, Йозеф Седлачек, Вацлав Пілат і Антонін Янда, який забив гол)[10]
- 13.08.1922. Швеція — Чехословаччина — 0:2 (грали Антонін Гоєр, Мирослав Поспішил, Франтішек Коленатий, Карел Пешек, Антонін Пернер, Йозеф Седлачек і Ян Дворжачек, який забив гол)[11]

Товариські матчі збірної Праги.
| 12.03.1922 |

| Париж | 0:2       | Прага          |
| ----- | --------- | -------------- |
|       | Звіт звіт | Дворжачек Янда |

| Першинг, Париж Глядачів: 40 000 |

Париж: П'єр Шеріге, Моріс Меєр, Марсель Ванко, Жан Батмаль, Філіпп Боннардель, Робер Жюйо, П.Моні, Едуар Маскар, Анрі Поулан, Жан Ніколя, Трібуле
Прага: Антонін Каліба («Уніон»), Антонін Гоєр («Спарта»), Мирослав Поспішил («Спарта»), Франтішек Коленатий («Спарта»), Карел Пешек (к) («Спарта»), Антонін Пернер («Спарта»), Йозеф Седлачек («Спарта»), Антонін Янда («Спарта»), Вацлав Пілат («Спарта»), Ян Дворжачек («Уніон»), Франтішек Цісарж («Уніон»)
| 10.12.1922 |

| Прага                                             | 6:4 (3:1) | Відень                          |
| ------------------------------------------------- | --------- | ------------------------------- |
| Слоуп 10', 15' Дворжачек 19', 58', 63' Єлінек 67' | Звіт      | Сватош 33', 48' Фішера 50', 61' |

| Летна, Прага Глядачів: 12 000 Арбітр: Карл Коппегель (Німеччина) |

Прага: Ярослав Ханя («Славія»), Антонін Гоєр («Спарта»), Еміл Сейферт («Славія»), Франтішек Коленатий («Спарта»), Карел Пешек («Спарта»), Ярослав Червений («Спарта»), Йозеф Седлачек («Спарта»), Рудольф Слоуп («Славія»), Ян Дворжачек («Спарта»), Карел Кожелуг (ДФК Прага), Йозеф Єлінек («Вікторія»); тренер: Едуард Краус
Відень: Карл Острічек («Герта»), Йозеф Блум («Вієнна»), Ріхерд Беєр («Вінер Шпортклуб»), Карл Курц («Вінер Аматор»), Йозеф Брандштеттер («Рапід»), Ежен-Ервін Поллак («Хакоах»), Фрідріх Кох («Вінер Аматор»), Александр Нойфельд-Немеш («Хакоах»), Фердінанд Сватош («Вінер Аматор»), Адольф Фішера (к) («Вінер АК»), Йозеф Горейс («Вінер АК»); тренер: Гуго Майсль